# Juris Eisaks
Juris Eisaks (Tukums, 23 marzo 1958) è un ex slittinista sovietico.
Dopo la dissoluzione dell'Unione Sovietica (1991) ha acquisito la cittadinanza lettone.

## Biografia
Gareggiò per la nazionale sovietica, sia nel singolo sia nel doppio, ma fu in quest'ultima specialità, in coppia con Ėjnars Vejkša, che raggiunse tutti i suoi più importanti risultati.
A livello assoluto esordì in Coppa del Mondo nella stagione 1980/81. Conquistò il primo podio il 31 gennaio 1982 nel doppio ad Hammarstrand (2°) mentre in classifica generale come migliore posizione ottenne in due occasioni il terzo posto nella specialità biposto: nel 1981/82 e nel 1982/83.
Partecipò ad una edizione dei Giochi olimpici invernali, a Sarajevo 1984 e, in quella che fu la sua ultima competizione a livello internazionale, ottenne il settimo posto nel doppio.
Prese parte altresì a tre edizioni dei campionati mondiali: come miglior risultato colse la quarta piazza nel doppio a Lake Placid 1983, mentre nelle prove individuali il suo più importante piazzamento fu l'ottava posizione ottenuta nella stessa edizione statunitense. Nelle rassegne continentali raggiunse il settimo posto, sempre nella specialità biposto, a Winterberg 1982.

## Palmarès

### Coppa del Mondo
- Miglior piazzamento in classifica generale nel doppio: 3° nel 1981/82 e nel 1982/83.
- 4 podi (tutti nel doppio):
  - 1 secondo posto;
  - 3 terzi posti.